# Albert Waddington
Albert Waddington, född den 23 december 1861 i Strassburg, död 1926, var en fransk historiker, son till filosofen Charles Waddington.
Waddington studerade i Paris och Tyskland och blev 1896 professor i nyare historia vid universitetet i Lyon. Han var från 1904 korresponderande ledamot av Institutet. Han skrev bland annat L'acquisition de la couronne royale de Prusse par les Hohenzollern (1888), De Huberti Languet vita (samma år), La république des provinces-Unies, la France et les Pays-Bas espagnols de 1630 à 1650 (2 band, 1895-97), Le Grand Électeur Frédéric-Guillaume de Brandebourg. Sa politique extérieure (2 band, 1905-06) samt Histoire de Prusse I Des origines à la mort du Grand Électeur 1688 (1911) och II Les deux premiers rois, 1688-1740 (1922); den planerade del III skulle omfatta Fredrik II:s historia.  Han redigerade i samlingsverket "Recueil des instructions données aux ambassadeurs de France" avdelningen 16 (Prusse 1648-1789, 1901).